# Okres Sztum

Administrativní dělení okresu

Okres Sztum (polsky Powiat sztumski) je okres v polském Pomořském vojvodství. Rozlohu má 731 km² a v roce 2019 zde žilo 41 302 obyvatel. Sídlem správy okresu a zároveň největším městem je Sztum.

## Gminy
Městsko-vesnické:
- Dzierzgoń
- Sztum

Vesnické:
- Mikołajki Pomorskie
- Stary Dzierzgoń
- Stary Targ

## Města
- Dzierzgoń
- Sztum

## Sousední okresy
| Růžice kompasu | Malbork | Malbork     | Elbląg  | Růžice kompasu |
| Růžice kompasu | Tczew   | Sever       | Ostróda | Růžice kompasu |
| Růžice kompasu | Tczew   | Okres Sztum | Ostróda | Růžice kompasu |
| Růžice kompasu | Tczew   | Jih         | Ostróda | Růžice kompasu |
| Růžice kompasu | Tczew   | Kwidzyn     | Iława   | Růžice kompasu |